# Mitja Ilenič
Mitja Ilenič (26 dicembre 2004) è un calciatore sloveno, difensore del New York City e della nazionale slovena.

## Caratteristiche tecniche
Ricopre la posizione di terzino destro.

## Carriera

### Club
Ilenič ha iniziato la sua carriera calcistica con il Domžale, con cui ha firmato il primo contratto professionistico nel gennaio del 2021. Ha debuttato in prima squadra il 22 maggio nell'incontro di Prva slovenska nogometna liga pareggiato 1-1 contro l'Aluminij. Il 13 ottobre ha rinnovato il contratto fino al 2025 ed il 20 marzo 2022 ha segnato il suo primo gol in campionato contro l'Olimpia Lubiana.
Il 4 gennaio 2023 è stato acquistato a titolo definitivo dal New York City. Ha debuttato in MLS il 25 febbraio nell'incontro perso 2-0 contro il Nashville.

### Nazionale
Ha giocato nelle nazionali giovanili slovene Under-17, Under-18, Under-19 ed Under-21.
Il 4 gennaio 2024 ha ricevuto la prima convocazione con la nazionale maggiore slovena ed ha debuttato due settimane più tardi giocando il secondo tempo dell'amichevole contro gli Stati Uniti.

## Statistiche

### Presenze e reti nei club
Statistiche aggiornate al 9 marzo 2024.
| Stagione        | Squadra         | Campionato      | Campionato | Campionato | Coppe nazionali | Coppe nazionali | Coppe nazionali | Coppe continentali | Coppe continentali | Coppe continentali | Altre coppe | Altre coppe | Altre coppe | Totale | Totale | Totale |
| Stagione        | Squadra         | Comp            | Pres       | Reti       | Comp            | Pres            | Reti            | Comp               | Pres               | Reti               | Comp        | Pres        | Reti        | Pres   | Reti   |        |
| --------------- | --------------- | --------------- | ---------- | ---------- | --------------- | --------------- | --------------- | ------------------ | ------------------ | ------------------ | ----------- | ----------- | ----------- | ------ | ------ | ------ |
| 2020-2021       | Domžale         | 1.SNL           | 1          | 0          | CS              | 0               | 0               |                    | -                  | -                  |             | -           | -           | 1      | 0      |        |
| 2021-2022       | Domžale         | 1.SNL           | 15         | 3          | CS              | 1               | 0               | UECL               | 0                  | 0                  |             | -           | -           | 16     | 3      |        |
| 2022-gen. 2023  | Domžale         | 1.SNL           | 16         | 0          | CS              | 0               | 0               |                    | -                  | -                  |             | -           | -           | 16     | 0      |        |
| 2023            | New York City   | MLS             | 22         | 0          | USCup           | 0               | 0               |                    | -                  | -                  | LC          | 2           | 0           | 24     | 0      |        |
| 2024            | New York City   | MLS             | 3          | 0          | USCup           | 0               | 0               |                    | -                  | -                  |             | -           | -           | 3      | 0      |        |
| Totale carriera | Totale carriera | Totale carriera | 57         | 3          |                 | 1               | 0               |                    | 0                  | 0                  |             | 2           | 0           | 60     | 3      |        |

### Cronologia presenze e reti in nazionale
| Cronologia completa delle presenze e delle reti in nazionale ― Slovenia | Cronologia completa delle presenze e delle reti in nazionale ― Slovenia | Cronologia completa delle presenze e delle reti in nazionale ― Slovenia | Cronologia completa delle presenze e delle reti in nazionale ― Slovenia | Cronologia completa delle presenze e delle reti in nazionale ― Slovenia | Cronologia completa delle presenze e delle reti in nazionale ― Slovenia | Cronologia completa delle presenze e delle reti in nazionale ― Slovenia | Cronologia completa delle presenze e delle reti in nazionale ― Slovenia |
| Data                                                                    | Città                                                                   | In casa                                                                 | Risultato                                                               | Ospiti                                                                  | Competizione                                                            | Reti                                                                    | Note                                                                    |
| ----------------------------------------------------------------------- | ----------------------------------------------------------------------- | ----------------------------------------------------------------------- | ----------------------------------------------------------------------- | ----------------------------------------------------------------------- | ----------------------------------------------------------------------- | ----------------------------------------------------------------------- | ----------------------------------------------------------------------- |
| 20-1-2024                                                               | San Antonio                                                             | Stati Uniti                                                             | 0 – 1                                                                   | Slovenia                                                                | Amichevole                                                              | -                                                                       | 46’                                                                     |
| Totale                                                                  |                                                                         | Presenze                                                                | 1                                                                       |                                                                         | Reti                                                                    | 0                                                                       |                                                                         |